# Diospyros shimbaensis
Espèce
Statut de conservation UICN

 EN B1+2c : En danger
Diospyros shimbaensis est une espèce de plantes à fleurs de la famille des Ebenaceae.

## Publication originale
- Bulletin du Jardin Botanique National de Belgique 58: 385, f. 15. 1988.